# Dalton Moreira Neto
Dalton Moreira Neto, mais conhecido como Dalton, (Rio das Ostras, 5 de fevereiro de 1990) é um futebolista brasileiro que atua como zagueiro. Atualmente, está no Bangu.

## Carreira

### Fluminense
Começou a carreira no Projeto Criança no Esporte aos seis anos e ficou na escolinha de futebol até aos 13 anos, quando passou nos testes para o Fluminense. No primeiro ano no time carioca, sagrou-se campeão estadual na categoria Mirim. Nas categorias de base do clube, o jogador colecionou títulos, sendo duas vezes campeão mundial, sendo o primeiro em 2005 na China, vencendo na final a equipe do PSG, e outra em 2007 contra o Manchester United, na Irlanda do Norte. Em 2008, o atleta foi eleito pela mídia especializada o melhor zagueiro da Copa São Paulo de Juniores. Após participar do Campeonato Mundial Sub-20 com a Brasil (onde foi vice-campeão e um dos melhores do torneio), o jogador teve sua chance no time titular do Fluminense, e foi um dos destaques da arrancada tricolor no Brasileirão. Ao abandonar o clube que o projetou, sua carreira entrou em trajetória decadente. Antes tido como promessa, passou a não figurar nem na reserva do Internacional, apresentando um futebol pouco convincente.

### Internacional
Em abril de 2010, Dalton ajuizou um processo contra o Fluminense, clube que o empregava e que o havia revelado, por causa de um suposto atraso no FGTS. Surpreendentemente, obteve ganho de causa em julho daquele ano, assinando contrato com o Internacional.

### Atlético Paranaense
Em 15 de março de 2011, não sendo aproveitado no elenco principal do Internacional, Dalton acertou a sua ida ao Atlético Paranaense. Em maio do mesmo ano, muito pouco aproveitado e fora dos planos do técnico Adilson Batista, o jogador retornou ao Internacional.

### Retorno ao Internacional
Devido a sucessivas lesões, Dalton foi muito pouco utilizado no time colorado. Nas vezes em que atuou, mostrou-se um zagueiro desconcentrado e inseguro. Posteriormente, foi trocado pelo meia Jajá. Teve a sua primeira oportunidade como titular em 16 de junho de 2012, no jogo contra o Botafogo, no Beira-Rio, devido às contusões de Rodrigo Moledo e Bolívar. Atuou os 90 minutos, mas falhou no primeiro gol do adversário. O Internacional perdeu o jogo por 2 a 1.

### Criciúma
Sem oportunidades no Internacional com o técnico Fernandão no primeiro semestre de 2012, foi emprestado ao clube de Santa Catarina para a disputa do segundo turno do Campeonato Brasileiro da Série B. No dia 23 de novembro de 2012 foi dispensado do Criciúma, retornando ao Internacional

### Universitario de Deportes
Foi emprestado, ao Universitario de Deportes, para a temporada de 2014. Logo em um dos primeiros jogos pelo novo clube, pela fase de grupos da Taça Libertadores da América, foi pego no exame antidoping realizado após a partida.

### Red Bull Brasil
Após o período de suspensão por doping, seu contrato com o Internacional acabou, e transferiu-se discretamente para o Red Bull Brasil.

### FL Strikers
No início do ano, Dalton acertou com o FL Strikers.

### Luverdense
Em dezembro de 2016, Dalton foi anunciado como novo reforço do Luverdense para a temporada de 2017.

### Seleção Brasileira
Quando ainda era jogador do Fluminense Football Club, foi convocado para a disputa Campeonato Sul-Americano Sub-20, pela Seleção Brasileira, em 2009, onde foi titular, e também ao Campeonato Mundial Sub-20, também como titular. Após a saída do Fluminense, nunca mais foi convocado.

## Títulos
Internacional
- Taça Farroupilha: 2012 e 2013
- Campeonato Gaúcho: 2012 e 2013
- Taça Piratini: 2013

Seleção Brasileira
- Copa Sendai: 2008

Luverdense
- Copa Verde: 2017